# Oleksandrivka, Hust
Oleksandrivka (în ucraineană Олександрівка) este o comună în raionul Hust, regiunea Transcarpatia, Ucraina, formată numai din satul de reședință.

## Demografie
Componența lingvistică a comunei Oleksandrivka
     Ucraineană (98,64%)
     Rusă (1,36%)
Conform recensământului din 2001, majoritatea populației comunei Oleksandrivka era vorbitoare de ucraineană (98,64%), existând în minoritate și vorbitori de rusă (1,36%).